# Französisches Heer
Armée de terre ist die Bezeichnung der Landstreitkräfte Frankreichs. Sie ist die größte Teilstreitkraft des französischen Militärs und umfasst 121.000 Personen.

## Auftrag
Das Heer hat als größte Teilstreitkraft der französischen Streitkräfte den Auftrag, die territoriale Integrität Frankreichs und seiner Überseegebiete zu schützen und gegebenenfalls die Politik der Regierung mit Waffengewalt durchzusetzen. Darüber hinaus leistet das französische Militär, insbesondere die französische Armee, militärische Unterstützung in Afrika. Mit einzelnen Staaten wurden Abkommen geschlossen, die es dem Heer erlauben in diesen Ländern Truppen zu stationieren und Stützpunkte zu betreiben, um die Landesverteidigung des Gastlandes zu stärken und einheimische Kräfte in Sicherheits- und Militärfragen auszubilden und zu beraten.
Neben den üblichen Heeresverbänden gehören zudem die französische Marineinfanterie und die Fremdenlegion zum französischen Heer. Die Marineinfanterie ist eingeschränkt vergleichbar mit dem US Marine Corps, verfügt aber über keine eigenen Flugzeuge. Die Bezeichnung als Marineinfanterie ist historisch bedingt, da nur diese schnell mit der Marine in die Überseegebiete verlegt werden konnte oder dort wechselnd stationiert war.

## Organisation
Für die Organisation der Armée de terre bis Dezember 2015, siehe Französisches Heer (bis 2015)

### Reorganisation 2015
Im Angesicht der Attentate auf Charlie Hebdo und vom 13. November 2015 wurde die seit 2014 geplante Reorganisation der Landstreitkräfte noch 2015 per Gesetz verabschiedet. Die seit zwanzig Jahren ständig fortgeschrittene Verringerung der Streitkräfte wurde gestoppt. Von nun an lag die Tendenz wieder darauf, die operativen Kräfte des Heers zu verstärken. Dabei ist man wieder auf die Division als größten Truppenkörper zurückgekehrt, nachdem man lange Jahre darauf verzichtet und währenddessen der Brigade als größtem Verband den Vorzug gegeben hatte.
Mit der Neuorganisation der Landstreitkräfte entstand eine schnelle Eingreiftruppe der verbundenen Waffen (force d'intervention rapide interarme) – als « Scorpion » bezeichnet, bestehend aus zwei Divisionen mit sechs Kampfbrigaden, den Übersee-Streitkräften und der Deutsch-Französischen Brigade.
Eine Luftkampfbrigade (4e brigade d'aérocombat) wurde aufgestellt und untersteht direkt dem Heeresfliegerkommando. Dazu kam eine Logistikbrigade (1re brigade logistique). Mit der Reform entstanden auch mehrere Spezialkommandos, sowie eine 5. Kompanie als Kampfkompanie in den Infanterieregimentern. Weiterhin bekam jedes Kavallerieregiment eine Aufklärungsschwadron, die „13e demi-brigade de Légion étrangère“ wird noch ein Infanterieregiment aufstellen, außerdem wurde das 5e régiment de dragons als Lehrregiment im Rahmen des CENTAC wieder aufgestellt.

### Schematische Darstellung

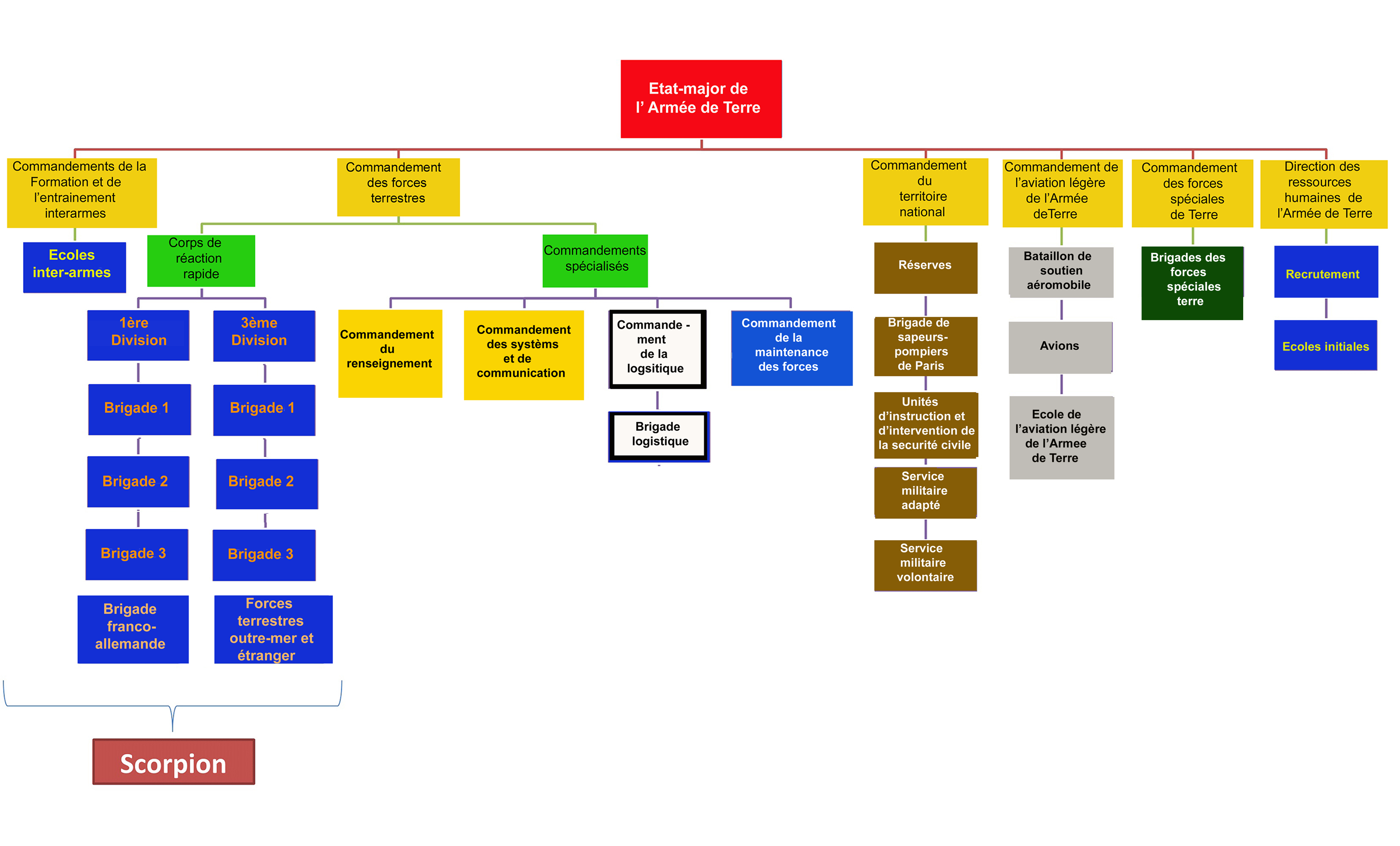

### Bezeichnung der Verbände
In der französischen Armee werden für einige Regimenter Bezeichnungen verwendet, die traditionelle Wurzeln haben und nicht mehr den Gegebenheiten entsprechen. Bei Umwandlungen von Regimentern in einen anderen Waffentyp werden in manchen Fällen die ursprünglichen Namen mit dem entsprechenden Zusatz geführt, so z. B. das „2erégiment de dragons – nucléaire, biologique et chimique“ als ABC-Abwehrregiment, das bis zu seiner Umwandlung ein normales Kavallerieregiment (Dragoner) war.

### Commandement des forces terrestres inLille
Die 1. und 3. Division bilden unter der Bezeichnung «Scorpion» die Kräfte der verbundenen Waffen (la force interarmes).

#### 1erdivision blindée (1. gepanzerte Division) inBesançon
| Divisionseinheiten                       | Kurzbezeichnung | Garnison | Primäre Ausstattung   |
| ---------------------------------------- | --------------- | -------- | --------------------- |
| 1er régiment d'artillerie                | 1er RA          | Belfort  | MLRS                  |
| 19e régiment du génie                    | 19e RG          | Besançon | Panzerpionierregiment |
| 132e régiment d'infanterie cynotechnique | 132e RIC        | Suippes  | Diensthundeeinheit    |

##### 7ebrigade blindée (7. gepanzerte Brigade) inBesançon
| Einheiten                                        | Kurzbezeichnung | Garnison             | Primäre Ausstattung/Funktion                            |
| ------------------------------------------------ | --------------- | -------------------- | ------------------------------------------------------- |
| 35e régiment d'infanterie                        | 35e RI          | Belfort              | VBCI                                                    |
| 152e régiment d'infanterie                       | 152e RI         | Colmar               | VBCI                                                    |
| 1er régiment de tirailleurs                      | 1e RTIR         | Épinal               | VBCI                                                    |
| 1errégiment de chasseurs                         | 1e RCH          | Thierville-sur-Meuse | Leclerc Kampfpanzer                                     |
| 5e régiment de dragons                           | 5e RD           | Mailly le camp       | Leclerc Kampfpanzer/Panzerregiment                      |
| 68e régiment d'artillerie d'Afrique              | 68e RAA         | Camp de la Valbonne  | CAESAR                                                  |
| 3e régiment du génie                             | 3e RG           | Charleville-Mézières | Pionierregiment                                         |
| 7e compagnie de commandement et de transmissions | 7e CCT          | Besançon             | Stabs- und Fernmeldekompanie (zu 19e régiment du génie) |

##### 9ebrigade légère blindée de marine (9. leichte gepanzerte Marinebrigade) in Poitiers
| Einheiten                                                  | Abkürzungen | Garnison               | Primäre Ausstattung/Funktion           |
| ---------------------------------------------------------- | ----------- | ---------------------- | -------------------------------------- |
| 1er régiment d'infanterie de marine                        | 1er RIMA    | Angoulême              | AMX-10 RC/Leichtes Panzerregiment      |
| 2e régiment d'infanterie de marine                         | 2e RIMA     | Champagné              | VBCI/Mechanisiertes Infanterieregiment |
| 3e régiment d'infanterie de marine                         | 3e RIMA     | Vannes                 | VAB                                    |
| 126e régiment d'infanterie                                 | 126e RI     | Brive-la-Gaillarde     | VAB/Mechanisiertes Infanterieregiment  |
| Régiment d’infanterie-chars de marine                      | RICM        | Poitiers               | AMX-10 RC/Leichtes Panzerregiment      |
| 11e régiment d'artillerie de marine                        | 11e RAMA    | Saint-Aubin-du-Cormier | CAESAR/Feldartillerieregiment          |
| 6e régiment du génie                                       | 6e RG       | Angers                 | Pionierregiment                        |
| 9e compagnie de commandement et de transmissions de marine | 9e CCTMa    | Poitiers               | Stabs- und Fernmeldekompanie           |

##### 27eBrigade d'infanterie de montagne (27. Gebirgsinfanteriebrigade) inVarces
| Einheiten                                                     | Kurzbezeichnung | Garnison       | Primäre Ausstattung/Funktion            |
| ------------------------------------------------------------- | --------------- | -------------- | --------------------------------------- |
| 7e bataillon de chasseurs alpins                              | 7e BCA          | Varces         | VAB – Bandvagn 206                      |
| 13e bataillon de chasseurs alpins                             | 13e BCA         | Barby          | VAB                                     |
| 27e bataillon de chasseurs alpins                             | 27e BCA         | Cran-Gevrier   | VAB                                     |
| 4e régiment de chasseurs                                      | 4e RC           | Gap            | AMX-10 RC; ERC 90 – Aufklärungsregiment |
| 93e régiment d'artillerie de montagne                         | 93e RAM         | Varces         | CAESAR                                  |
| 2e régiment étranger du génie                                 | 2e REG          | Saint-Christol | Pionier-Fremdenregiment                 |
| 27e compagnie de commandement et de transmissions de montagne | 27e CCTM        | Varces         | Gebirgs-Stabs- und Fernmeldekompanie    |

##### Brigade franco-allemande (Deutsch-Französische Brigade) inMüllheim im Markgräflerland
Die französischen Einheiten sind gleichzeitig der 1. Division unterstellt.
| Einheiten                                                              | Kurzbezeichnung | Garnison                    | Primäre Ausstattung/Funktion       |
| ---------------------------------------------------------------------- | --------------- | --------------------------- | ---------------------------------- |
| 1er régiment d'infanterie                                              | 1er RI          | Sarrebourg                  | VAB                                |
| 3e régiment de hussards                                                | 3e RH           | Metz                        | AMX-10 RC                          |
| Bataillon de commandement et de soutien de la brigade franco-allemande | BCS BFA         | Müllheim im Markgräflerland | Stabs- und Unterstützungsbataillon |

#### 3edivision blindée (3. Panzerdivision) inMarseille
| Divisionseinheiten                                         | Kurzbezeichnung | Garnison       | Primäre Ausstattung/Funktion |
| ---------------------------------------------------------- | --------------- | -------------- | ---------------------------- |
| 2e régiment de dragons – nucléaire, biologique et chimique | 2e RD           | Fontevraud     | ABC-Abwehrregiment           |
| 31e régiment du génie                                      | 31e RG          | Castelsarrasin | Pionierregiment              |
| 54e régiment d'artillerie                                  | 54e RA          | Hyères         | Flugabwehrregiment           |

##### 2ebrigade blindée (2. Panzerbrigade) inIllkirch-Graffenstaden
| Einheiten                                        | Kurzbezeichnung | Garnison                           | Primäre Ausstattung/Funktion              |
| ------------------------------------------------ | --------------- | ---------------------------------- | ----------------------------------------- |
| Régiment de marche du Tchad                      | RMT             | Base aérienne 132 Colmar-Meyenheim | VBCI / mechanisiertes Infanterieregiment  |
| 16e bataillon de chasseurs à pied                | 16e BC          | Bitche                             | VBCI / mechanisiertes Infanteriebataillon |
| 92e régiment d'infanterie                        | 92e RI          | Clermont-Ferrand                   | VBCI / mechanisiertes Infanterieregiment  |
| 12e régiment de cuirassiers                      | 12e RC          | Olivet                             | Leclerc Kampfpanzer / Panzerregiment      |
| 501e régiment de chars de combat                 | 501e RCC        | Mourmelon-le-Grand                 | Leclerc Kampfpanzer / Panzerregiment      |
| 40e régiment d'artillerie                        | 40e RA          | Suippes                            | AUF1 / Panzerartillerieregiment           |
| 13e régiment du génie                            | 13e RG          | Valdahon                           | Panzerpionierregiment                     |
| 2e compagnie de commandement et de transmissions | 2e CCT          | Illkirch-Graffenstaden             | Stabs- und Fernmeldekompanie              |

##### 6ebrigade légère blindée (6. leichte gepanzerte Brigade) inNîmes
| Einheiten                                        | Kurzbezeichnung | Garnison                    | Primäre Ausstattung/Funktion             |
| ------------------------------------------------ | --------------- | --------------------------- | ---------------------------------------- |
| 1er régiment étranger de cavalerie               | 1er REC         | Carpiagne                   | AMX-10 RC / leichtes Panzerregiment      |
| 2e régiment étranger d'infanterie                | 2e REI          | Nîmes                       | VBCI / mechanisiertes Infanterieregiment |
| 13e demi-brigade de la Légion étrangère          | 13e DBLE        | Camp du Larzac              | VBCI / mechanisiertes Infanterieregiment |
| 21e régiment d'infanterie de marine              | 21e RIMA        | Fréjus                      | VAB / mechanisiertes Infanterieregiment  |
| 1errégiment de spahis                            | 1er RS          | Valence                     | AMX-10 RC / leichtes Panzer-Lehrregiment |
| 3e régiment d'artillerie de marine               | 3e RAMA         | Trp ÜbPl „Plan de Canjuers“ | CAESAR / Feldartillerieregiment          |
| 1er régiment étranger de génie                   | 1e REG          | Laudun                      | Pionier-Fremdenregiment                  |
| 6e compagnie de commandement et de transmissions | 6e CCT          | Nîmes                       | Stabs- und Fernmeldekompanie             |

##### 11ebrigade parachutiste (11. Fallschirmjäger-Brigade) inBalma
| Einheiten                                                      | Kurzbezeichnung | Garnison       | Primäre Ausstattung/Funktion                                                         |
| -------------------------------------------------------------- | --------------- | -------------- | ------------------------------------------------------------------------------------ |
| 1er régiment de hussards parachutistes                         | 1er RHP         | Tarbes         | AMX-10 RC; ERC 90 / gepanzertes (Aufklärungs- und Unterstützungs-)Kavallerieregiment |
| 1er régiment de chasseurs parachutistes                        | 1er RCP         | Pamiers        | VAB 1. Fallschirmjägerregiment                                                       |
| 2e régiment étranger de parachutistes                          | 2e REP          | Calvi          | VAB 2. Fallschirmjägerregiment der Fremdenlegion                                     |
| 3e régiment de parachutistes d'infanterie de marine            | 3e RPIMA        | Carcassonne    | VAB 3. Fallschirmjägerregiment der Marineinfanterie                                  |
| 8e régiment de parachutistes d'infanterie de marine            | 8e RPIMA        | Castres (Tarn) | VAB 8. Fallschirmjägerregiment der Marineinfanterie                                  |
| 35e régiment d'artillerie parachutiste                         | 35e RAP         | Tarbes         | CAESAR 35. Fallschirm-Artillerieregiment                                             |
| 17e régiment de génie parachutiste                             | 17e RGP         | Montauban      | 17. Fallschirm-Pionierregiment                                                       |
| 1er régiment du train parachutiste                             | 1er RTP         | Toulouse       | Fallschirm-Versorgungsregiment                                                       |
| 11e compagnie de commandement et de transmissions parachutiste | 11e CCTP        | Balma          | Fallschirm-Stabs- und Fernmeldekompanie                                              |

#### Commandements spécialisés (Spezialisiertes Kommando)
Die vier Kommandos unterstehen dem Commandement des forces terrestres.

##### Commandement des systèmes d'information et de communications (Kommando für Systeminformation und Fernmeldewesen) inCesson-Sévigné
| Einheiten                     | Kurzbezeichnung | Garnison   |
| ----------------------------- | --------------- | ---------- |
| 28e régiment de transmissions | 28e RT          | Issoire    |
| 40e régiment de transmissions | 40e RT          | Thionville |
| 41e régiment de transmissions | 41e RT          | Douai      |
| 48e régiment de transmissions | 48e RT          | Agen       |
| 53e régiment de transmissions | 53e RT          | Lunéville  |

##### Commandement du renseignement(Aufklärungskommando) inStrasbourg
| Einheiten                     | Kurzbezeichnung | Garnison | Funktion                   |
| ----------------------------- | --------------- | -------- | -------------------------- |
| 2e régiment de hussards       | 2e RH           | Haguenau | Panzeraufklärungsregiment  |
| 28e groupe géographique       | 28e GG          | Haguenau | Topographiebataillon       |
| 44e régiment de transmissions | 44e RT          | Mutzig   | Elektronische Kriegführung |
| 54e régiment de transmissions | 54e RT          | Haguenau | Elektronische Kriegführung |
| 61e régiment d'artillerie     | 61e RA          | Chaumont | Dronenregiment             |

##### Commandement de la logistique (Logistikkommando) inLille
| Einheiten                                                       | Kurzbezeichnung | Garnison                  | Funktion                                          |
| --------------------------------------------------------------- | --------------- | ------------------------- | ------------------------------------------------- |
| 121e régiment du train                                          | 121e RT         | Linas, Montlhéry          | Versorgungsregiment                               |
| 503e régiment du train                                          | 503e RT         | Nîmes                     | Versorgungsregiment                               |
| 511e régiment du train                                          | 511e RT         | Auxonne                   | Versorgungsregiment                               |
| 515e régiment du train                                          | 515e RT         | Brie-Forêt de la Braconne | Versorgungsregiment                               |
| 516e régiment du train                                          | 516e RT         | Toul                      | Versorgungsregiment                               |
| 519e régiment du train                                          | 519e RT         | Toulon                    | Seetransportregiment                              |
| Régiment médical                                                | RMED            | Valbonne                  | Sanitätsregiment                                  |
| 14e régiment d'infanterie et de soutien logistique parachutiste | 14e RISLP       | Toulouse                  | Fallschirm-Unterstützungs und Versorgungsregiment |
| 24e régiment d'infanterie – bataillon de réserve Ile de France  | 24e RI          | Vincennes                 | Kaderverband                                      |

##### Commandement de la maintenance des forces (Streitkräfte-Instandsetzungsbrigade) inLilleundVersailles
| Einheiten               | Kurzbezeichnung | Garnison              | Funktion                |
| ----------------------- | --------------- | --------------------- | ----------------------- |
| 2e régiment du matériel | 2e RMAT         | Bruz                  | Instandsetzungsregiment |
| 3e régiment du matériel | 3e RMAT         | Muret                 | Instandsetzungsregiment |
| 4e régiment du matériel | 4e RMAT         | Nîmes                 | Instandsetzungsregiment |
| 6e régiment du matériel | 6e RMAT         | Besançon, Gresswiller | Instandsetzungsregiment |
| 7e régiment du matériel | 7e RMAT         | Lyon                  | Instandsetzungsregiment |
| 8e régiment du matériel | 8e RMAT         | Mourmelon, Woippy     | Instandsetzungsregiment |

### Weitere Kommandos

#### Commandement de Aviation légère de l’armée de Terre(Leichtes Heeresfliegerkommando) inVillacoublay
Das „9e régiment de soutien aéromobile“ – 9e RSAM (9. Luftunterstützungsregiment) in Montauban ist direkt dem COM ALAT unterstellt.
4e brigade d'aérocombat – 4e BAC (4. Luftkampfbrigade) in Clermont-Ferrand:
| Einheiten                             | Kurzbezeichnung | Garnison                    | Primäre Ausstattung/Funktion      |
| ------------------------------------- | --------------- | --------------------------- | --------------------------------- |
| 1er régiment d'hélicoptères de combat | 1er RHC         | Camp La Horie, Phalsbourg   | 29 Gazelle Puma/NH90              |
| 3e régiment d'hélicoptères de combat  | 3e RHC          | Base d’Étain-Rouvres        | 30 Gazelle Puma/NH90              |
| 5e régiment d'hélicoptères de combat  | 5e RHC          | Base militaire de Pau-Uzein | 19 Gazelle NH90 7 Cougar 11 Tiger |

#### Commandement des forces spéciales terrestres(Spezialkommando der Landstreitkräfte) inPau
| Einheiten                                            | Kurzbezeichnung | Garnison            | Primäre Ausstattung/Funktion                  |
| ---------------------------------------------------- | --------------- | ------------------- | --------------------------------------------- |
| 4e régiment d'hélicoptères des forces spéciales      | 4e RHFS         | Pau                 | Hubschrauberregiment der Spezialkräfte        |
| 13e régiment de dragons parachutistes                | 13e RDP         | Martignas-sur-Jalle | Fernaufklärungsregiment                       |
| 1er régiment de parachutistes d'infanterie de marine | 1er RPIMA       | Bayonne             | Schnelles Eingreifregiment Spezialoperationen |

#### Commandement de laLégion étrangère(Kommando der Fremdenlegion) inAubagne
| Einheiten             | Kurzbezeichnung | Garnison      | Funktion               |
| --------------------- | --------------- | ------------- | ---------------------- |
| 1er régiment étranger | 1er RE          | Aubagne       | Unterstützungsregiment |
| 4e régiment étranger  | 4e RE           | Castelnaudary | Ausbildungsregiment    |

#### Commandement pour le territoire national (Nationales Territorialkommando)
| Einheiten                                                            | Kurzbezeichnung | Garnison         | Funktion                   |
| -------------------------------------------------------------------- | --------------- | ---------------- | -------------------------- |
| Brigade de sapeurs-pompiers de Paris                                 | BSPP            | Paris            | Zivilschutz                |
| Unité d'instruction et d'intervention de la sécurité civile Numéro 1 | UIISC 1         | Nogent-le-Rotrou | Zivilschutz                |
| Unité d'instruction et d'intervention de la sécurité civile Numéro 5 | UIISC 5         | Corte            | Zivilschutz                |
| Unité d'instruction et d'intervention de la sécurité civile Numéro 7 | UIISC 7         | Brignoles        | Zivilschutz                |
| Service militaire volontaire                                         | SMV             | -                | Freiwilliger Militärdienst |
| Service militaire adapté                                             | SMA             | -                | Nachwuchsorganisation      |

Dem COM TN gehört im Verteidigungsfall auch die Militärreserve an.

#### Commandement des centres de préparation des forces  (Kommando der Ausbildungszentren)
| Einheiten                                                 | Kurzbezeichnung | Garnison                   | Funktion |
| --------------------------------------------------------- | --------------- | -------------------------- | --- |
| 1er régiment de chasseurs d'Afrique                       | 1er RCA         | TrpÜbPl „Plan de Canjuers“ | Infanterie-Lehrregiment                                                                                       |
| 17e groupe d'artillerie                                   | 17e GA          | Biscarrosse                | Artillerie-Lehrregiment                                                                                       |
| Centre d'entraînement des postes de commandement          | CEPC            | Camp de Mailly             | Ausbildungszentrum für Führungsaufgaben                                                                       |
| Commission nationale de contrôle interarmes               | CNCIA           | Camp de Mailly             | |
| Centre d'entraînement au combat 1er groupe de chasseurs   | CENTAC/1er GC   | Camp de Mailly             | Kampftruppen-Ausbildungszentrum                                                                               |
| Centre d'entraînement aux actions en zone urbaine         | CENZUB/94e RI   | Camp de Sissonne           | Ausbildungszentrum für den Häuserkampf mit der Tradition des 94e régiment d’infanterie                        |
| Centre d'entraînement interarmes et du soutien logistique | CENTIAL/51e RI  | Mourmelon-le-Grand         | Ausbildungszentrum der verbundenen Waffen und der Versorgung mit der Tradition des /51e régiment d’infanterie |
| Centre national d'entrainement commando                   | CNEC            | Mont-Louis                 | Nationales Kommando-Ausbildungszentrum mit der Tradition des „1er bataillon parachutiste de choc“             |
| École du combat interarmes                                | ECIA            | Draguignan                 | Kampftruppenschule für die Verbundenen Waffen                                                                 |

#### Direction centrale de la Structure intégrée du maintien en condition opérationnelle des matériels terrestres (Zentrale Direktion zur Sicherstellung der Instandhaltung des operativen Materials der Landstreitkräfte) inVersailles
Der „Service de la maintenance industrielle terrestre“ (Zivile Instandsetzungsdienst der Landstreitkräfte) (SMITer) untersteht der DC SIMMT.
| Einheiten                       | Kurzbezeichnung | Garnison         | Funktion       |
| ------------------------------- | --------------- | ---------------- | -------------- |
| 5e base de soutien du matériel  | 5e BSMAT        | Draguignan       | Nachschubdepot |
| 12e base de soutien du matériel | 12e BSMAT       | Neuvy-Pailloux   | Nachschubdepot |
| 13e base de soutien du matériel | 13e BSMAT       | Clermont-Ferrand | Nachschubdepot |

#### Direction des ressources humaines de l'Armée de terre (Direktion für den Nachwuchs des Heeres)
Die DRHAT ist verantwortlich für die Rekrutierung, für die „Lycées de la Défense“, die „Écoles militaires en France“, die Écoles de Saint-Cyr Coëtquidan und die „École nationale des sous-officiers d'active“.

### Unités outre-mer et à l'étranger (Einheiten in denFranzösischen Überseegebietenund in anderen Ländern)
| Einheiten                                                          | Kurzbezeichnung | Garnison                      |
| ------------------------------------------------------------------ | --------------- | ----------------------------- |
| 5e régiment de cuirassiers                                         | 5e RC           | Camp Zayed (Abu Dhabi)        |
| 2e régiment de parachutistes d'infanterie de marine                | 2e RPIMA        | Saint-Pierre (La Réunion)     |
| 3e régiment étranger d’infanterie                                  | 3e REI          | Kourou (Guyane)               |
| 5e régiment interarmes d'outre-mer                                 | 5e RIAOM        | Dschibuti                     |
| 6e bataillon d'infanterie de marine                                | 6e BIMA         | Libreville (Gabun)            |
| 9e régiment d'infanterie de marine                                 | 9e RIMA         | Cayenne (Guyana)              |
| 33e régiment d'infanterie de marine                                | 33e RIMA        | Martinique / Guadeloupe       |
| Régiment d'infanterie de marine du Pacifique – Nouvelle-Calédonie  | RIMAP-NC        | Nouméa (Nouvelle-Calédonie)   |
| Forces armées en Polynésie française / Détachement Terre Polynésie | DTP/RIMaP-P     | Papeete (Polynésie française) |
| Forces françaises aux Émirats arabes unis                          | FFEAU           | Abu Dhabi                     |
| Détachement de Légion étrangère de Mayotte                         | DLEM            | Dzaoudzi (Mayotte)            |
| Forces françaises en Côte d'Ivoire                                 | FFCI            | Abidjan (Côte d'Ivoire)       |

### Anmerkung zu Namensgebungen
Die Übersetzung der Einheitsnamen ist nicht wörtlich zu verstehen, sondern dient nur dem besseren Verständnis des deutschen Lesers, da man in Frankreich formal keine Unterschiede zwischen einer Panzerbrigade und einer gepanzerten (Panzergrenadier-)Brigade macht. So wäre z. B. „2e brigade blindée“ wörtlich übersetzt die „2. gepanzerte Brigade“, dabei handelt es sich jedoch um eine nach deutschem Verständnis um eine Panzerbrigade – während man die „7e brigade blinde“ im deutschen als Panzergrenadierbrigade bezeichnen würde.

#### Anmerkung zur Uniformierung
Das Barettabzeichen wird in fast allen Armeen der Welt links getragen, die französische Armee und die weiteren französischen Teilstreitkräfte die als militärische Kopfbedeckung das Barett tragen, haben dies rechts am Barett. Weltweite Barettfarbe aller Fallschirmjäger ist – außer in Russland mit hellblau – bordeaux, außer dem 2. REP welches grüne Baretts trägt.